# Aspergillus versicolor
Aspergillus versicolor es una especie de moho hialino, saprofito, perteneciente a la división Ascomycota. Está formado por hifas hialinas septadas y puede tener reproducción asexual (con formación de conidios) y sexual (con formación de ascosporas en el interior de ascas). El género Aspergillus es uno de los principales hongos productores de micotoxinas, que son metabolitos secundarios producidos y secretados por el hongo durante el proceso de degradación de la materia orgánica, como mecanismo de defensa frente a otros microorganismos.
Es la especie más descrita y estudiada de la sección versicolores y se pueden encontrar en una gran variedad de entornos, de ambientes interiores e incluso en sustratos, como por ejemplo: ecosistemas marinos o hipersalinos, suelos, cuevas, material clínico y en algunos alimentos y piensos.  Se asocia a muchos problemas de salud de humanos y animales, ya que produce la micotoxina esterigmatocistina, precursora de la aflatoxina. 
Al igual que otras especies de Aspergillus, el A. versicolor puede irritar los ojos, la nariz y la garganta.

## Taxonomía
El hongo fue descrito por primera vez en 1903 por Jean-Paul Vuillemin bajo el nombre de Sterigmatocystis versicolor, y más tarde, en 1908, Carlo Tiraboschi lo trasladó al género Aspergillus. La sección Versicolor del Aspergillus fue definida por Thom & Church en 1926 y posteriormente fue revisada por Thom & Raper en 1945 para contener cuatro especies.
La taxonomía de la serie Versicolor ha experimentado numerosos cambios y reordenamientos en el transcurso de los años hasta la actualidad, incluida una drástica reducción del número de especies y su posterior recuperación hasta 17 especies en la última década. Sin embargo, su identificación y clasificación a este nivel puede resultar problemática o imposible en algunos casos aislados, incluso empleando herramientas como la secuenciación de ADN o espectrometría de masas MALDI-TOF, lo que indica un problema en la definición de los límites de las especies de Aspergillus en general, pero sobre todo entre el Aspergillus Versicolor y el Aspergillus creber.

## Ecología
A nivel general, Aspergillus spp. contiene aproximadamente 184 especies, 40 de las cuales se han descrito como causantes de infecciones humanas o animales. Las colonias de Aspergillus crecen rápidamente, produciendo colonias blancas, verdes, amarillas o negras.Como se ha descrito, los conidios de Aspergillus están presentes tanto en espacios exteriores (materia orgánica en descomposición, suelo, agua, alimentos) como en espacios interiores (polvo, materiales de construcción húmedos, paneles de yeso, textiles, madera y aislantes).
El Aspergillus versicolor es un hongo muy resistente, lo que justifica su extensa distribución mundial en diversas condiciones ambientales. Su temperatura óptima de crecimiento es entre los 22 y 26 °C, pero puede desarrollarse en un rango de temperatura más amplio comprendido entre los 4 y los 40 °C. Asimismo, este hongo presenta características xerófilas moderadas, lo que significa que puede crecer en condiciones con baja actividad de agua: hasta un W de 0,75-0,81 en el rango óptimo de temperatura descrito anteriormente. Esta especie de hongo también puede tolerar un amplio rango de pH, y es particularmente resistente a condiciones alcalinas. A su vez, A. versicolor es considerado osmófilo, porque es capaz de sobrevivir en soluciones de hasta un 30% de NaCl o un 40% de sacarosa. Esta particularidad, convierte a esta especie de hongo en un organismo de deterioro de gran relevancia económica para los granos almacenados, el arroz, el té y algunos tipos de especias.
A. versicolor se ha aislado de zonas con altos niveles de salinidad, como el Mar Muerto y otros hábitats extremos como las turberas, el suelo ártico descongelado y las minas de uranio.

## Morfología
Los hongos Aspergillus spp. son filamentosos conformados principalmente por cadenas de células que forman una estructura llamada hifa.
Las colonias del A. versicolor pueden variar mucho con respecto a su color (a sto debe su nombre), velocidad de crecimiento y características de la superficie, dependiendo de las condiciones de crecimiento a las que sean sometidas.
Con respecto a la morfología microscópica, el hongo tiende a ser constante, independientemente de los parámetros o condiciones de crecimiento.Las colonias suelen ser blancas al principio del desarrollo y luego pasan a color naranja-amarillento y verde, suele contar también con matices rosados o carne entremezclados a medida que el hongo madura.
La pigmentación inversa de esta especie de hongo también puede variar dependiendo de los periodos de incubación, sobre todo en aquellos que superan las dos semanas.

## Metabolismo secundario
Aspergillus versicolor es un hongo que puede crecer en una gran variedad de superficies, incluidas aquellas que son deficientes en nutrientes, porque es autótrofo para la mayoría de las sustancias de crecimiento, así como para el macronutriente riboflavina o vitamina B12.
Se ha visto que el hongo A. versicolor tiene altos niveles de actividad de xilanasa, que es una enzima que descompone la hemicelulosa de las paredes celulares de las plantas y que funciona como un metabolito secundario controlado mediante la inducción específica de genes y la represión de catabolitos de carbono.
Los productos metabólicos de Aspergillus se aplican ampliamente en la medicina, la agricultura y la industria cosmética, y la mayoría de ellos muestran diversas propiedades antimicrobianas, antivirales, citotóxicas, entre otras. Al igual que el Aspergillus, el A. versicolor también presenta propiedades antibacterianas, fungicidas, insecticidas y citotóxicas. En particular, sus metabolitos secundarios han mostrado potencial para formar parte de algunos compuestos farmacéuticos verdaderamente principales que pueden desempeñar un papel importante en el tratamiento y la prevención de diversas enfermedades modernas de relevancia.
Un ejemplo de estos metabolitos secundarios es el éster nitrobenzoil sesquiterpenoide, que ha sido aislado de las hifas, demostrando ser un potente inhibidor de las líneas celulares de cáncer de mama y colon en seres humanos. Otros compuestos extraídos que son citotóxicos para las células cancerosas son las xantonas, las fellutamidas y las antraquinonas. Esta última, tiene un aspecto amarillento y, al igual que otras moléculas pigmentarias, es producida regularmente por A. versicolor.
Otros estudios sobre los metabolitos secundarios de este hongo ha demostrado que tienen actividad contra bacterias como la M. tuberculosis y en levaduras como la C. albicans. También se ha informado que la aspergilomarasmina A tiene la capacidad de inhibir dos proteínas carbapenemasas resistentes a los antibióticos en algunas bacterias.
Como se ha definido, el A. versicolor produce micotoxinas como la nidulotoxina y la aflatoxina B1, pero suele ser en concentraciones relativamente bajas; sin embargo, puede producir hasta un 1% de esterigmatocistina con respecto a la biomasa total del hongo. Esta especie de hongo no produce muchas esporas, por lo que se sospecha que la exposición humana a las esterigmatocistinas sea a través de microfragmentos derivados de las colonias.
De manera que, los metabolitos secundarios de Aspergillus spp. incluyendo el A. versicolor,  ofrecen una plataforma única para acceder rápidamente a compuestos complejos, novedosos y diversos para el cribado y rconocimiento biológico.

## Enfermedades
Las enfermedades causadas por Aspergillus spp. incluyen:    
- Infecciones superficiales: alergias clínicas como la rinitis, pulmón de Farmers o pulmón del granjero, aspergilosis broncopulmonar alérgica, entre otras.[6][18]
- Infecciones locales: como la traqueobronquitis o infecciones cutáneas como la otomicosis.[6][19]
- Infecciones asociadas a tejidos dañados: como la osteomielitis o el aspergiloma.[18]
- Infecciones invasivas: pulmonares y extrapulmonares.[6][19]

En general, las micotoxinas pueden actuar como inmunosupresores, lo que explica el aumento de la prevalencia de infecciones frecuentes en los habitantes de edificios y zonas con mucha humedad.
Al igual que otros miembros de su especie, A. versicolor es un patógeno oportunista y se considera un importante agente causal de la aspergilosis en sus diferentes tipos. También se han presentado casos en los que este hongo ha desencadenado onicomicosis, que suele tratarse con azoles tópicos. Sin embargo, es importante tener en cuenta que esta especie de Aspergillus es insensible a los antifúngicos comunes y la infección puede persistir incluso después de meses o años de tratamiento.Algunos estudios han demostrado que A. versicolor es muy sensible a la terbinafina, que tiene actividad fungicida in vitro; sin embargo, su tratamiento dependerá de cada caso y de las condiciones particulares de cada paciente.
Para esta especie de hongo en específico, se ha podido identificar más de 20 alérgenos, siendo la gliceraldehído-3-fosfato deshidrogenasa la más prevalente.También hay otras proteínas como la sorbitol reductasa, la enolasa, la malato deshidrogenasa, la catalasa y la ASP v 13. Por esta razón, en algunos países se suele medir la respuesta IgG en humanos.

## Sintomatología y tratamiento
Son diversas las enfermedades que pueden surgir a partir de la exposición al Aspergillus spp. y sus especies, entre ellas el A. versicolor. Dentro de las patologías principales se encuentra la Aspergilosis y la Aspergilosis broncopulmonar alérgica.Son infecciones oportunistas que afectan las vías respiratorias, mayormente en pacientes inmunocomprometidos o sometidos a largos tratamientos con corticoides, por su exposición a las esporas del hongo.Se ha clasificado al género Aspergillus como una causa importante de infecciones mortales en aquellos pacientes con trasplante alogénico de células madre hematopoyéticas (TCMH) o a trasplante pulmonar.
Estas enfermedades se desarrollan cuando las esporas inhaladas comienzan a germinar y se convierten en hifas, que luego pasan a los vasos sanguíneos, pudiendo ocasionar, entre otras patologías, necrosis hemorrágica e infarto.
Los síntomas pueden ser similares a los del asma, la neumonía, la sinusitis o enfermedades sistémica de rápida evolución. Su diagnóstico se basa en los estudios por imágenes, histopatología, la tinción y el cultivo de la muestra.
Con respecto a su tratamiento, incluye, según la gravedad y progresión de los síntomas, una mezcla de antifúngicos como el voriconazol, posaconazol, o isavuconazonium. También se puede considerar aplicar, como tratamiento alternativo, una formulación lipídica de anfotericina B. En caso de presencia de bolas fúngicas, estas puedes ser extraídas quirúrgicamente.

## Uso industrial
Los hongos, en su correcta medida, pueden ser considerados como un método eficaz, económico y respetuoso con el medio ambiente, ya que son capaces de degradar y eliminar algunos residuos tóxicos y nocivos que se acumulan en su mayoría en los suelos y aguas, pero que también influyen en la contaminación ambiental en general como subproducto de las actividades industriales.
El Aspergillus versicolor ha sido estudiado y aplicado en suelos y en soluciones acuosas debido a su gran y eficaz capacidad de absorber iones de plomo en poco tiempo, pudiendo llegar a absorber hasta 45 mg de plomo por gramo de biomasa fúngica seca. El proceso es muy rápido y es capaz de degradar el 80% de los iones en aproximadamente 60 minutos.
A su vez, este hongo puede ser útil en la producción industrial y la purificación de xilanasa, que se emplea para degradar el xilano en productos de desecho procedentes de la fabricación de maderas duras y de diferentes actividades agrícolas.